# 周宁站
周宁站，位于中华人民共和国福建省宁德市周宁县咸村镇上坂村，是衢宁铁路上的火车站，于2020年9月27日启用。

## 歷史
- 2020年9月27日启用。
- 2025年7月1日开通动车组列车[3]。

## 車站周邊
- 周宁二中
- 周宁县咸村镇人民政府
- 周宁县咸村中心小学

## 外部連結
- 中国铁路客户服务中心 （页面存档备份，存于）